# 1906 na ciência

## Eventos
- 8 de Outubro - Primeira navegação de um barco a vapor pelo Rio Paraná.
- 23 de Outubro - Primeiro vôo do mundo em avião, por Alberto Santos Dumont, no Oiseau de Proie II, que percorre 60 metros no ar.
- Primeiro vôo de avião inventado por Santos Dumont, o 14 Bis.
- Walther Nernst: Terceira lei da termodinâmica
- Isolamento do elemento químico Lutécio[1]

## Nascimentos
| Data           | Nome                       | Profissão                                    | Nacionalidade                              | Observações | Ref                                                 |
| -------------- | -------------------------- | -------------------------------------------- | ------------------------------------------ | --- | --------------------------------------------------- |
| 8 de janeiro   | Arthur Cezar Ferreira Reis | escritor, professor,historiador, amazonólogo | Brasil                                     | m. 1993 |                                                     |
| 10 de janeiro  | Grigore Moisil             | matemático                                   | Roménia                                    | m. 1973 |                                                     |
| 11 de janeiro  | Albert Hofmann             | químico                                      | Suíça                                      | m. 2008 |                                                     |
| 8 de fevereiro | Chester Carlson            | físico e inventor                            | Estados Unidos                             | m. 1968 |                                                     |
| 31 de março    | Shin'ichiro Tomonaga       | físico                                       | Japão                                      | m. 1979 Nobel da Física 1965 Medalha de Ouro Lomonossov 1963 | [ 2 ] [ 3 ]                                         |
| 28 de abril    | Kurt Gödel                 | matemático                                   | Áustria / Estados Unidos                   | m. 1978 Prémio Albert Einstein 1951 |                                                     |
| 6 de maio      | André Weil                 | matemático                                   | França                                     | m. 1998 Prémio Leroy P. Steele 1980 Prémio Kyoto 1994 | [ 4 ] [ 5 ]                                         |
| 12 de maio     | William Maurice Ewing      | geofísico e oceanógrafo                      | Estados Unidos                             | m. 1974 Medalha Arthur L. Day 1949 Medalha Alexander Agassiz 1954 Medalha William Bowie 1957 Prémio Vetlesen 1960 Medalha Geográfica Cullum 1961 Prêmio John J. Carty 1963 Medalha de Ouro da RAS 1964 Medalha Vega 1965 Medalha Wollaston 1969 Medalha Nacional de Ciências 1973 Medalha Penrose 1974 Medalha Walter H. Bucher | [ 6 ] [ 7 ] [ 8 ] [ 9 ] [ 10 ] [ 11 ] [ 12 ] [ 13 ] |
| 6 de junho     | Max August Zorn            | matemático                                   | Império Alemão / Estados Unidos            | m. 1993 |                                                     |
| 8 de junho     | Nelson Chaves              | médico e cientista                           | Brasil                                     | m. 1982 |                                                     |
| 10 de junho    | Mário Corino de Andrade    | médico e investigador                        | Reino Unido de Portugal, Brasil e Algarves | m. 2005 |                                                     |
| 19 de junho    | Ernst Chain                | bioquímico                                   | Império Alemão                             | m. 1979 Nobel de Fisiologia ou Medicina 1945 | [ 14 ]                                              |
| 28 de junho    | Maria Goeppert-Mayer       | física                                       | Império Alemão                             | m. 1972 Nobel da Física 1963 | [ 2 ]                                               |
| 29 de junho    | Keith Edward Bullen        | matemático e geofísico                       | Nova Zelândia                              | m. 1976 Medalha Thomas Ranken Lyle 1949 Medalha William Bowie 1961 Medalha Arthur L. Day 1963 Medalha de Ouro da Royal Astronomical Society 1974 | [ 15 ] [ 8 ] [ 6 ] [ 11 ]                           |
| 1 de julho     | Jean Dieudonné             | matemático                                   | França                                     | m. 1992 Prémio Leroy P. Steele 1971 | [ 4 ]                                               |
| 2 de julho     | Hans Bethe                 | físico                                       | Império Alemão                             | m. 2005 Nobel da Física 1967 Medalha de Ouro Lomonossov 1989 Medalha Bruce 2001 | [ 2 ] [ 3 ] [ 16 ]                                  |
| 8 de julho     | Joaquim da Costa Ribeiro   | físico                                       | Brasil                                     | m. 1960 |                                                     |
| 15 de julho    | Henryk Zygalski            | matemático e criptógrafo                     | Polónia                                    | m. 1978 |                                                     |
| 23 de julho    | Vladimir Prelog            | químico                                      | Áustria-Hungria                            | m. 1998 Nobel da Química 1977 | [ 17 ]                                              |
| 27 de julho    | Herbert Jasper             | neurologista                                 | Canadá                                     | m. 1999 Prémio Albert Einstein 1995 | [ 18 ]                                              |
| 5 de agosto    | Ettore Majorana            | físico                                       | Itália                                     | m. c.1938 |                                                     |
| 4 de setembro  | Max Delbrück               | biólogo                                      | Império Alemão                             | m. 1981 Nobel de Fisiologia ou Medicina 1969 | [ 14 ]                                              |
| 6 de setembro  | Luis Federico Leloir       | químico                                      | França                                     | m. 1987 Nobel da Química 1970 | [ 17 ]                                              |
| 3 de novembro  | Carl Boyer                 | matemático e historiador da matemática       | Estados Unidos                             | m. 1976 |                                                     |
| 13 de dezembro | István Szabó               | físico                                       | Império Alemão                             | m. 1980 |                                                     |
| 25 de dezembro | Ernst Ruska                | físico                                       | Império Alemão                             | m. 1988 Nobel da Física 1986 Prémio Albert Lasker de Pesquisa Médica Básica 1960 | [ 2 ] [ 19 ]                                        |
| ??             | Max Cosyns                 | físico                                       | Bélgica                                    | m. 1998 |                                                     |
| ??             | Hunter Rouse               | engenheiro                                   | Estados Unidos                             | m. 1996 Medalha Theodore von Karman 1963 | [ 20 ]                                              |

## Mortes
| Data           | Nome                        | Profissão                        | Nacionalidade                         | Observações                                    | Ref          |
| -------------- | --------------------------- | -------------------------------- | ------------------------------------- | ---------------------------------------------- | ------------ |
| 8 de março     | Henry Baker Tristram        | clérigo, explorador e ornitólogo | Reino Unido da Grã-Bretanha e Irlanda | n. 1822                                        |              |
| 13 de abril    | Walter Frank Raphael Weldon | zoólogo e estatístico            | Reino Unido da Grã-Bretanha e Irlanda | n. 1860                                        |              |
| 19 de abril    | Pierre Curie                | cientista                        | França                                | n. 1859 Nobel da Física 1903 Medalha Davy 1903 | [ 2 ] [ 21 ] |
| 4 de maio      | Eugène Renevier             | geólogo                          | Suíça                                 | n. 1831                                        |              |
| 23 de julho    | Paul Brouardel              | patalogista                      | França                                | n. 1837                                        |              |
| 5 de setembro  | Ludwig Boltzmann            | físico                           | Áustria                               | n. 1844                                        |              |
| 12 de setembro | Ernesto Cesàro              | matemático                       | Itália                                | n. 1859                                        |              |
| 25 de outubro  | C.B. Clarke                 | botânico                         | Reino Unido da Grã-Bretanha e Irlanda | n. 1832                                        |              |
| 11 de novembro | Amédée Mannheim             | matemático                       | França                                | n. 1831 Prémio Poncelet 1872                   |              |

## Prémios
Medalha Bruce
- Hermann Carl Vogel[16]

Medalha Copley
- Ilya Ilyich Mechnikov[22]

Medalha Darwin
- Hugo de Vries[23]

Medalha Davy
- Rudolf Fittig[21]

Medalha Guy de prata
- W.H. Shaw[24]

Medalha Hughes
- Hertha Ayrton[25]

Medalha Lavoisier (SCF)
- William Perkin[26]

Medalha Lyell
- Frank Dawson Adams[27]

Medalha Matteucci
- James Dewar[28]

Medalha Murchison
- Charles Thomas Clough[29]

Medalha de Ouro da Royal Astronomical Society
- William Wallace Campbell<[11]

Medalha Real
- Alfred George Greenhill[30] e Dukinfield Henry Scott[30]

Medalha Rumford
- Hugh Longbourne Callendar[31]

Medalha Wollaston
- Henry Woodward[12]

Prémio Nobel
- Física - Joseph John Thomson[2]
- Química - Henri Moissan[17]
- Fisiologia ou Medicina - Camillo Golgi,[14] Santiago Ramón y Cajal[14]